# Saint-Georges, Cantal
Saint-Georges là một xã ở tỉnh Cantal, thuộc vùng Auvergne-Rhône-Alpes ở miền trung nước Pháp.

## Dân số
| Năm | 1962 | 1968 | 1975 | 1982  | 1990  | 1999 |
| --- | ---- | ---- | ---- | ----- | ----- | ---- |
| Dân số | 762  | 774  | 893  | 1 036 | 1 039 | 939  |
| From the year 1968 on: No double counting—residents of multiple communes (e.g. students and military personnel) are counted only once. |      |      |      |       |       |      |